# 展毛黄草乌
展毛黄草乌（学名：Aconitum vilmorinianum var. patentipilum）为毛茛科乌头属下的一个变种。

## 扩展阅读
- 維基物種上的相關：展毛黄草乌